# Osiedle Kościuszki (Szydłowiec)
Osiedle Kościuszki, Południe – część Szydłowca, położona w południowej części miasta, wzdłuż ulicy Tadeusza Kościuszki.
Jej obszar wyznacza ul. T. Kościuszki (dawniej Główna, następnie Kościuszkowska) do skrzyżowania z ul. Kolejową oraz, niektóre przylegające do niej ulice: Żołnierzy Września (w PRL-u Hanki Sawickiej), Brzozowa, Wola; oraz fragmenty ulicy Kamiennej (od skrzyżowania z ul. Hubala) i Hubala (od skrzyżowania z ul. Kościuszki). Nazwa Osiedle Kościuszki jest praktycznie nie używana, z wyjątkiem niektórych urzędowych pism, stąd w języku potocznym, na określenie urzędowych nazw osiedl Kościuszki I, II oraz III przyjęło się mówić: Pekin, Uniwersal lub przy Cmentarzu oraz Polanki. Przy czym to ostatnie, w świadomości mieszkańców miasta, stanowi oddzielne osiedle. Ponadto, do obszaru "osiedla", zaliczyć można zabudowę znajdującą się przy lesie Korzonek, przypisaną formalnie do ul. Kamiennej.
Od założenia miasta południowe tereny miasta wchodziły w skład gruntów plebańskich. Były to miejsca związane z wydobyciem piaskowca. Poza tym, znajdowały się tu pola uprawne, łąki oraz borki. Od centrum miasta, przechodziła tędy droga do Wąchocka przy której zlokalizowano wieś Polanki. We wsi znajdowało się kilka domów, stodół oraz kamieniołom. W XIX wieku od drogi na Wąchock wytyczono, śladem obecnej ul. Kościuszki, odrębny trakt w kierunku Kielc, przez co droga była mniej wykorzystana, a wieś straciła na znaczeniu. W 1875 roku, przy drodze wylotowej na Kielce na ul Głównej, powstała Szydłowiecka Fabryka Powozów Braci Węgrzeckich, gdzie produkowano głównie bryczki i powozy, cieszące się dużą popularnością ze względu na wysoką jakość wykonania. W związku, z tym postępowała rozbudowa miasta w tym kierunku. W 1922 roku, śladem obecnej ul. Hubala powstała kolejka wąskotorowa łącząca Szydłowiec i Chlewiska ze stacją kolejową. W 1925 roku, przy ul. Kamiennej, rozpoczęto eksploatacje kamieniołomu "Pikiel". W tym samym roku rozszerzono granice miasta włączając między innymi wieś Polanki Moskiewki. W latach 70 XX. wieku, miasto wyznaczyło miejsca pod budowę domków jednorodzinnych, wyznaczając nowe ulice równoległe do ul. Kościuszki. Szczególna rozbudowa osiedla Polanki nastąpiła w latach 80. i 90. XX wieku.
Przy ulicy Kościuszki znajduje się obecnie Zespół Szkół Ponadgimnazjalnych nr. 2 w Szydłowcu im. KOP kilka firm i sklepów oraz piekarnia. Przy ul. Brzozowej znajduje się pas ogródków działkowych oraz cmentarz. Przy ulicy Kamiennej znajduje się stary kamieniołom Pikiel.